# Circuito Camps
El Circuito Camps fue una red constituida por 29 centros clandestinos de detención que funcionaron en la jurisdicción de la Policía de la Provincia de Buenos Aires durante el clímax del terrorismo de Estado en la Argentina, bajo la última dictadura cívico-militar en Argentina (autodenominada «Proceso de Reorganización Nacional»). Su nombre deriva del nombre del general de brigada Ramón Juan Alberto Camps, jefe de esa fuerza policial durante esos años.

## Juicio de 2011 y 2012
Entre 2011 y 2012, se llevó a cabo el juicio «Circuito Camps». En el mismo, fueron juzgados hechos realizados en seis de los 29 centros clandestinos de detención que constituyeron el circuito, a saber: la Brigada de Investigaciones de La Plata, la Brigada de Investigaciones de San Justo, el Centro de Operaciones Tácticas I (COT I), la Comisaría 5.ª de La Plata, el Destacamento Policial de Arana —también conocido como el «Pozo de Arana»— y la Subcomisaría de Don Bosco —también conocida como «Puesto Vasco».
Inició el 12 de septiembre de 2011 y terminó el 19 de diciembre de 2012.